# Teatro Peruano Japonés
Teatro Peruano Japonés er et teater i Lima, Peru.
12°5′14.97″S 77°3′19.09″V / 12.0874917°S 77.0553028°V.
| Kunst og kultur | Spire Denne artikel om scenekunst og teater er en spire som bør udbygges. Du er velkommen til at hjælpe Wikipedia ved at udvide den. |